# Horrebow-Talcott-Methode
Die Horrebow-Talcott-Methode ist eine Präzisionsmethode der Astronomie und Geodäsie zur Bestimmung der Polhöhe (astronomische bzw. geografische Breite). Sie wurde im 18. Jahrhundert vom dänischen Astronomen Peder Horrebow entwickelt und 1833 von Andrew Talcott wiederentdeckt.
Dabei wird mit einem speziellen (optisch-mechanischen) Okularmikrometer der Zenitdistanz-Unterschied mehrerer Sternpaare beim Meridiandurchgang (obere Kulmination) gemessen. Die zwei Sterne jedes Paares müssen im Süden und im Norden kulminieren und annähernd dieselbe Zenitdistanz haben, um im Messfernrohr auf beiden Seiten (nach Schwenken um 180°) sichtbar zu sein.
Die Messung mit dem Mikrometer vermeidet allfällige kleine Kreisteilungsfehler und auch solche der Kreisablesung, weil man das Fernrohr für jedes Sternpaar auf konstante (mittlere) Zenitdistanz einstellt. Dafür wird eine spezielle, hochpräzise Libelle verwendet („Horrebow-Niveau“ oder doppelte Sekundenlibelle), die direkt an die Kippachse angeklemmt wird. Durch die Messanordnung werden auch andere kleine Instrumentenfehler wie die Fernrohrbiegung eliminiert.
Zwischen der geografischen Breite φ, der Sterndeklination δ und der Zenitdistanz bestehen folgende Beziehungen:
- bei südlicher Kulmination    φ = δ + z
- bei nördlicher Kulmination   φ = δ − z,

sodass sich die Breite aus dem Mittelwert von δ und dem am Mikrometer gemessenen Höhenunterschied Δz von Nord- und Südstern ergibt.
An Δz ist noch anzubringen:
- die differenzielle Astronomische Refraktion
- die Differenz der Libellenlesungen (meist kleiner 0,5 pars)
- der allfällige Einfluss der unterschiedlichen Fernrohrbiegung.

Gegen Ende des 19. Jahrhunderts führte der Internationale Breitendienst diese Methode ein, um die genaue Polbewegung des Erdkörpers zu überwachen. Dazu wählte man fünf Observatorien auf 39,1° nördlicher Breite, die auf diesem Breitenkreis annähernd gleichmäßig verteilt waren. Durch die konstante Breite erreichte man, dass die Observatorien dieselben Fundamentalsterne beobachten konnten, wodurch allfällige Fehler in den Sternörtern auf die gemessenen Breitenänderungen keinen Einfluss hatten. Die Messungen des International Polar Motion Service (IPMS) erreichten Genauigkeiten von einigen 0,01″, sodass die Polkoordinaten und ihre Änderungen (siehe Chandler-Periode) auf einige Dezimeter genau bestimmt werden konnten.
Gegen Ende der 1970er Jahre wurden die Methoden der Satellitengeodäsie genauer als jene der Astrometrie, sodass man heute – im Erdrotations-Dienst IERS – keine visuellen Methoden mehr verwendet, sondern eine Kombination von Satelliten- und VLBI-Messungen.